# Phaeochoropsis mucosa
Phaeochoropsis mucosa är en svampart som först beskrevs av Speg., och fick sitt nu gällande namn av K.D. Hyde & P.F. Cannon 1999. Phaeochoropsis mucosa ingår i släktet Phaeochoropsis och familjen Phaeochoraceae.   Inga underarter finns listade i Catalogue of Life.